# Ralph Sproul-Bolton
Ralph Alexander St. Clair Sproul-Bolton (ur. 22 kwietnia 1916 w Chelsea, zm. 17 lutego 1997 w Carpentras) – brytyjski szpadzista, brązowy medalista mistrzostw świata.
Podczas mistrzostw świata w Paryżu w 1957 roku Brytyjczycy w składzie: Raymond Harrison, Bill Hoskyns, Michael Howard, Allan Jay, John Pelling i Ralph Sproul-Bolton zdobyli brązowy medal w szpadzie drużynowej. Był to jego jedyny medal wywalczony w zawodach tego cyklu.
Nigdy nie wziął udziału w igrzyskach olimpijskich.